# Kurt Antell
Kurt Lorentz Antell, född 17 januari 1890 i Helsingfors, död där 5 november 1972, var en finländsk ämbetsman och politiker.

## Biografi
Antell tjänstgjorde först i statsarkivet 1914–1935 och blev därefter chef för riksdagens svenska kansli, en tjänst han innehade till 1957. Hans främsta politiska insats gjordes för de finlandssvenska enhetssträvandena, och Antell var från dess grundande 1941 fram till 1964 ordförande i Svenska Finlands folkting. Han tilldelades kansliråds titel 1955.
Antell var länge mångsidigt verksam i studentvärlden, bland annat som mångårig ordförande i svenska studentdelegationen och tillhörde från 1919 Svenska folkpartiets centralstyrelse. Tillsammans med Gabriel Nikander redigerade han det stora samlingsverket Herrgårdar i Finland (1920–1930) och publicerade flera undersökningar främst av kulturhistoriskt innehåll.

### Uppslagsverk
- Nationalencyklopedin multimedia plus, 2000.
- Antell,Kurt i Uppslagsverket Finland (webbupplaga, 2012). CC-BY-SA 4.0